# Betonie
Betonie of koortskruid (Betonica officinalis, synoniem: Stachys officinalis) is een plant uit de lipbloemenfamilie (Lamiaceae). De soort staat op de Nederlandse- en Belgische Rode lijst van planten als zeer zeldzaam en sterk in aantal afgenomen. De plant wordt ook als sierplant gekweekt.
De plant wordt 30–90 cm hoog en bloeit van juni tot augustus met paarsrode, soms witte bloemen. De bloemen vormen een dichte schijnaar. De meeste bladeren zitten in een wortelrozet. De onderste bladeren hebben een lange bladsteel en de bovenste bladeren hebben een korte bladsteel. De bladeren hebben een netvormige nervatuur. De kantige stengel is onvertakt en heeft korte haren.

## Ecologie
De betonie komt voor op graslandhellingen en aan bosranden op niet te droge, lemige en kalkrijke grond. 

### Syntaxonomie
Betonie geldt als kensoort voor de associatie van betonie en gevinde kortsteel (Betonico-Brachypodietum).
Tevens is het een indicatorsoort voor het droog heischraal grasland (hn) op kalkhoudende grond en voor het mesofiel hooiland (hu) subtype 'Kamgrasgrasland op kalkrijke bodem', twee karteringseenheden in de Biologische Waarderingskaart (BWK) van Vlaanderen en het Brussels Hoofdstedelijk Gewest.

## Toepassingen
In de Griekse en Romeinse oudheid werd betonie veel als braakmiddel en bij het stelpen van bloed toegepast. Pedanius Dioscorides beschreef al de werking op het zenuwstelsel en Antonia Musa beschreef in De Herba Vettonica 47 kwalen, waartegen betonie als geneeskrachtig kruid gebruikt kon worden. In de Middeleeuwen werd de plant gebruikt bij bezweringen. Tegenwoordig worden de in de plant voorkomende werkzame stoffen gebruikt bij aandoeningen van de luchtwegen, diarree en blaasontsteking.